# عزلة بني صبح (الضالع)

تعديل مصدري - تعديل

عزلة بني صبح هي إحدى عزل مديرية الحشاء في محافظة الضالع اليمنية ويبلغ تعداد سكانها 1787 نسمة حسب التعداد السكاني في اليمن لعام 2004. تتميز بخصبة رائعة في مواسم الأمطار حيث يكسوها الجمال الأخضر من كل مكان وتزحف فيها جيوش من الشلالات في جميع أرجائها لتزيدها جمالاً وبهاء.

## روابط خارجية
- الجهاز المركزي للإحصاء بالجمهورية اليمنية
- المركز الوطني للمعلومات باليمن
- World Gazetteer:Yemen
- الدليل الشامل